# 岐阜抗争
岐阜抗争（ぎふこうそう）は、1962年（昭和37年）12月14日から同年末までに起った三代目山口組と鶴政会（のちの稲川会）との暴力団抗争事件。『岐阜戦争』とも呼ぶ。

## 勃発まで
1962年9月16日午後9時すぎ、稲川組と芳浜会の抗争事件が勃発。
同年10月中旬、芳浜会菊田派の菊田吉彦と瀬古安会・鈴木康雄組長が鶴政会幹部の林喜一郎に舎弟になりたい旨を申し入れてきた。林は菊田と鈴木の申し入れを了承した。
その後、鶴政会岐阜支部長・清家国光（林一家組員）が、菊田と鈴木に対し「林の若衆になるならばよい。しかし舎弟になるのは反対である」と伝えた。
同年11月、実業家に転身していた中島巌（菊田吉彦の兄弟分）が九代目池田一家総裁に就任。中島は九代目池田一家の跡目相続にあたり、菊田と鈴木への協力を約束した。同じ頃、三代目山口組若頭の地道行雄が菊田と鈴木を舎弟とした。そして月末、林は横浜市南区蒔田町の自宅で舎弟・網口和夫から、菊田と鈴木とが地道の舎弟になったことを知らされた。林は若衆に菊田と鈴木の殺害を指示。芳浜会菊田一家幹部の足立哲雄が菊田一家と池田一家の結束を図るため中島巌の傘下に入った。その後林の若衆らは菊田と鈴木の所在を掴めなかったため、標的を足立に切り替えた。

## 抗争
12月14日、足立は車で大垣競輪場へ向かった。林の若衆・林康雄がセドリックを運転し、林の若衆・下田耕市郎と江越正治を同乗させ、足立の車を追った。下田は自動式コルト45を持っていた。国道21号の岐阜県安八郡安八町東結で、林は運転するセドリックを足立の車に覆いかぶさるように横付けし、足立の車を停車させた。下田と江越はセドリックから降りた。下田が足立の車に向かってコルト45で2発の銃弾を撃ち込んだ。下田の撃ち込んだ2発の銃弾のうち1発が足立の左腕に命中。足立は車から飛び出して逃走した。下田と江越は足立を追いながら拳銃を乱射したが、足立には命中しなかった。その後、下田と江越は林のセドリックに引き返した。林、下田、江越は、逃走した。足立は車で大垣市の外科病院に搬送された。重体だったが一命を取り留めた。
12月15日、稲川裕芳が神奈川県警捜査四課に電話を入れると、捜査四課長から「岐阜に応援を出さないようにして欲しい」と迫られた。稲川はその指示に従った。そして林喜一郎に電話をかけ、「軽々しく行動するな」と指示した。
その後、林康雄と下田耕市郎と江越正治が指名手配された。稲川は林を熱海市の自邸に呼び出し、林康雄と下田耕市郎と江越正治を、使用した拳銃を持参のうえで大垣警察署に出頭させるように指示した。林喜一郎は林康雄と下田耕市郎と江越正治を大垣警察署に出頭させた。
年末、名古屋市の料亭にて、高橋三治の仲介によって、菊田吉彦・鈴木康雄と林喜一郎とで手打ち。林は岐阜県に林一家を置くことを承認させた。下田耕市郎と江越正治は懲役8年の刑を受け、林康雄は懲役4年の刑を受けた。